# RADIUS
RADIUS (acrònim en anglès de Remote Authentication Dial-In User Server). És un protocol d'autenticació i autorització per a aplicacions d'accés a la xarxa o mobilitat IP. Utilitza el port 1813 UDP per establir les seves connexions.
Quan es realitza la connexió amb un ISP mitjançant mòdem, DSL, cablemòdem, Ethernet o Wi-Fi, s'envia una informació que generalment és un nom d'usuari i una contrasenya. Aquesta informació és transferida a un dispositiu NAS (Servidor d'Accés a la Xarxa o Network Access Server (NAS)) sobre el protocol PPP, qui redirigeix la petició a un servidor RADIUS sobre el protocol RADIUS. El servidor RADIUS comprova que la informació és correcta fent servir esquemes d'autenticació com PAP, CHAP o EAP. Si és acceptat, el servidor autoritzarà l'accés al sistema de l'ISP i li assigna els recursos de xarxa com una adreça IP, i altres paràmetres como L2TP, etc.
Una de les característiques més importants del protocol RADIUS és la seva capacitat de gestionar sessions, notificant quan comença i finalitza una connexió, així a cada usuari se li podrà determinar el consum i facturar en conseqüència; les dades es poden emprar amb propòsits estadístics.
RADIUS es va desenvolupar originalment per Livingston Enterprises per a la sèrie PortMaster dels seus Servidors d'Accés a la Xarxa (NAS), més endavant es va publicar amb el nom de RFC 2138 i RFC 2139. Actualment existeixen molts servidors RADIUS, tant comercials com de codi obert. Les prestacions poden variar, però la majoria poden gestionar els usuaris en fitxers de text, servidors LDAP, bases de dades vàries, etc. Amb freqüència es fa servir SNMP per a monitorar remotament el servei. Els servidors Proxy RADIUS es fan servir per a una administració centralitzada i poden reescriure paquets RADIUS al vol (per raons de seguretat, o fer conversions entre dialectes de diferents fabricants).
RADIUS és extensible; la majoria de fabricants de software i hardware RADIUS implementen els seus propis dialectes.
[editar] Estàndards
El protocol RADIUS actualment està definit en els RFC 2865 (autentificació i autorització) i RFC 2866 (accounting). Altres RFC rellevants són el RFC 2548, RFC 2607, RFC 2618, RFC 2619, RFC 2620, RFC 2621, RFC 2809, RFC 2867, RFC 2868, RFC 2869, RFC 2882, RFC 3162 i RFC 3576.1.1.